# هینتروایدنتال
هینتروایدنتال (به آلمانی: Hinterweidenthal) یک شهر در آلمان است که در زودوستپفالتس واقع شده‌است. هینتروایدنتال ۱٬۷۰۴ نفر جمعیت دارد.